# Nani
»Nani« (s pravim imenom Luís Carlos Almeida da Cunha), portugalski nogometaš, * 17. november 1986, Amadora, Portugalska.
Nani je profesionalno kariero začel pri lizbonskem Sportingu leta 2005, kjer je igral dve leti, dokler ga leta 2007 ni kupil Manchester United (cena naj bi bila okoli 14-17 mio funtov).Pri 8 letih je izgubil očeta pri 12 pa mamo.